# La Ferté-Frênel
La Ferté-Frênel és un municipi francès situat al departament de l'Orne i a la regió de Normandia. L'any 2007 tenia 709 habitants.

## Demografia

### Població
El 2007 la població de fet de La Ferté-Frênel era de 709 persones. Hi havia 304 famílies de les quals 104 eren unipersonals (44 homes vivint sols i 60 dones vivint soles), 92 parelles sense fills, 96 parelles amb fills i 12 famílies monoparentals amb fills.
La població ha evolucionat segons el següent gràfic:
Habitants censats

### Habitatges
El 2007 hi havia 346 habitatges, 309 eren l'habitatge principal de la família, 20 eren segones residències i 17 estaven desocupats. 287 eren cases i 58 eren apartaments. Dels 309 habitatges principals, 137 estaven ocupats pels seus propietaris, 162 estaven llogats i ocupats pels llogaters i 10 estaven cedits a títol gratuït; 1 tenia una cambra, 25 en tenien dues, 61 en tenien tres, 100 en tenien quatre i 122 en tenien cinc o més. 253 habitatges disposaven pel capbaix d'una plaça de pàrquing. A 174 habitatges hi havia un automòbil i a 91 n'hi havia dos o més.

### Piràmide de població
La piràmide de població per edats i sexe el 2009 era:
| Homes | Edats   | Dones |
| ----- | ------- | ----- |
| 0     | 95 o +  | 0     |
| 0     | 90 a 94 | 0     |
| 0     | 85 a 89 | 4     |
| 4     | 80 a 84 | 4     |
| 20    | 75 a 79 | 12    |
| 8     | 70 a 74 | 16    |
| 12    | 65 a 69 | 8     |
| 20    | 60 a 64 | 24    |
| 12    | 55 a 59 | 12    |
| 20    | 50 a 54 | 20    |
| 24    | 45 a 49 | 20    |
| 32    | 40 a 44 | 28    |
| 20    | 35 a 39 | 40    |
| 20    | 30 a 34 | 20    |
| 28    | 25 a 29 | 20    |
| 32    | 20 a 24 | 12    |
| 44    | 15 a 19 | 32    |
| 32    | 10 a 14 | 44    |
| 20    | 5 a 9   | 40    |
| 20    | 0 a 4   | 28    |

## Economia
El 2007 la població en edat de treballar era de 418 persones, 294 eren actives i 124 eren inactives. De les 294 persones actives 267 estaven ocupades (145 homes i 122 dones) i 27 estaven aturades (11 homes i 16 dones). De les 124 persones inactives 43 estaven jubilades, 35 estaven estudiant i 46 estaven classificades com a «altres inactius».

### Ingressos
El 2009 a La Ferté-Frênel hi havia 299 unitats fiscals que integraven 687,5 persones, la mediana anual d'ingressos fiscals per persona era de 14.826 €.

### Activitats econòmiques
Dels 42 establiments que hi havia el 2007, 2 eren d'empreses alimentàries, 3 d'empreses de fabricació d'altres productes industrials, 5 d'empreses de construcció, 9 d'empreses de comerç i reparació d'automòbils, 2 d'empreses de transport, 5 d'empreses d'hostatgeria i restauració, 2 d'empreses financeres, 2 d'empreses immobiliàries, 5 d'empreses de serveis, 5 d'entitats de l'administració pública i 2 d'empreses classificades com a «altres activitats de serveis».
Dels 16 establiments de servei als particulars que hi havia el 2009, 1 era una gendarmeria, 1 oficina de correu, 2 oficines bancàries, 1 taller de reparació d'automòbils i de material agrícola, 2 guixaires pintors, 2 fusteries, 1 lampisteria, 1 electricista, 2 perruqueries, 1 veterinari, 1 restaurant i 1 agència immobiliària.
Dels 7 establiments comercials que hi havia el 2009, 1 era una botiga de més de 120 m², 1 una botiga de menys de 120 m², 2 carnisseries, 1 una peixateria, 1 una botiga de roba i 1 una joieria.
L'any 2000 a La Ferté-Frênel hi havia 8 explotacions agrícoles que ocupaven un total de 246 hectàrees.

## Equipaments sanitaris i escolars
L'únic equipament sanitari que hi havia el 2009 era una farmàcia.
El 2009 hi havia una escola elemental.

## Poblacions més properes
El següent diagrama mostra les poblacions més properes.